# Ana Sofia de Schwarzburg-Rudolstadt
Ana Sofia de Schwarzburg-Rudolstadt (9 de setembro de 1700 – 11 de dezembro de 1780) foi uma princesa de Schwarzburg-Rudolstadt e duquesa de Saxe-Coburgo-Saalfeld por casamento.

## Casamento e descendência
Ana Sofia casou-se com o duque Francisco Josias de Saxe-Coburgo-Saalfeld a 2 de janeiro de 1723 em Rudolstadt. Tiveram oito filhos:
1. Ernesto Frederico de Saxe-Coburgo-Saalfeld (8 de março de 1724 – 8 de setembro de 1800), casado com Sofia Antonia de Brunsvique-Volfembutel; com descendência.
2. João Guilherme de Saxe-Coburgo-Saalfeld (11 de maio de 1726 – 4 de junho de 1745), morto em batalha aos dezanove anos de idade; sem descendência.
3. Ana Sofia de Saxe-Coburgo-Saalfeld (3 de setembro de 1727 – 10 de novembro de 1728), morreu com um ano de idade.
4. Cristiano Francisco de Saxe-Coburgo-Saalfeld (25 de janeiro de 1730 – 18 de setembro de 1797), morreu solteiro e sem descendência.
5. Carlota Sofia de Saxe-Coburgo-Saalfeld (24 de setembro de 1731 – 2 de agosto de 1810), casada com o duque Luís de Mecklemburgo-Schwerin; com descendência.
6. Frederica Madalena de Saxe-Coburgo-Saalfeld (21 de agosto de 1733 – 29 de março de 1734), morreu aos sete meses de idade.
7. Frederica Carolina de Saxe-Coburgo-Saalfeld (24 de junho de 1735 – 18 de fevereiro de 1791), casada com o marquês Carlos Alexandre de Brandemburgo-Ansbach
8. Frederico Josias de Saxe-Coburgo-Saalfeld (26 de dezembro de 1737 – 26 de fevereiro de 1815), casado com Therese Stroffeck; com descendência.

## Títulos e estilos
- 9 de setembro de 1700 – 2 de janeiro de 1723: Sua Alteza Sereníssima Princesa Ana Sofia de Schwarzburg-Rudolstadt
- 2 de janeiro de 1723 – 16 de setembro de 1764: Sua Alteza Real A Duquesa de Saxe-Coburgo-Saalfeld
- 16 de setembro de 1764 – 11 de dezembro de 1780: Sua Alteza Real A Duquesa Viúva de Saxe-Coburgo-Saalfeld

## Genealogia
| Ana Sofia de Schwarzburg-Rudolstadt | Pai: Luís Frederico I, Príncipe de Schwarzburg-Rudolstadt | Avô paterno: Alberto António de Schwarzburg-Rudolstadt  | Bisavô paterno: Luís Günther I de Schwarzburg-Rudolstadt |
| Ana Sofia de Schwarzburg-Rudolstadt | Pai: Luís Frederico I, Príncipe de Schwarzburg-Rudolstadt | Avô paterno: Alberto António de Schwarzburg-Rudolstadt  | Bisavó paterna: Emília de Oldemburgo-Delmenhorst         |
| Ana Sofia de Schwarzburg-Rudolstadt | Pai: Luís Frederico I, Príncipe de Schwarzburg-Rudolstadt | Avó paterna: Emília Juliana de Barby-Mühlingen          | Bisavô paterno: Alberto Frederico I de Barby-Mühlingen   |
| Ana Sofia de Schwarzburg-Rudolstadt | Pai: Luís Frederico I, Príncipe de Schwarzburg-Rudolstadt | Avó paterna: Emília Juliana de Barby-Mühlingen          | Bisavó paterna: Sofia Úrsula de Barby-Mühlingen          |
| Ana Sofia de Schwarzburg-Rudolstadt | Mãe: Ana Sofia de Saxe-Gota-Altemburgo                    | Avô materno: Frederico I, Duque de Saxe-Gota-Altemburgo | Bisavô materno: Ernesto I, Duque de Saxe-Gota            |
| Ana Sofia de Schwarzburg-Rudolstadt | Mãe: Ana Sofia de Saxe-Gota-Altemburgo                    | Avô materno: Frederico I, Duque de Saxe-Gota-Altemburgo | Bisavó materna: Isabel Sofia de Saxe-Altemburgo          |
| Ana Sofia de Schwarzburg-Rudolstadt | Mãe: Ana Sofia de Saxe-Gota-Altemburgo                    | Avó materna: Madalena Sibila de Saxe-Weissenfels        | Bisavô materno: Augusto de Saxe-Weissenfels              |
| Ana Sofia de Schwarzburg-Rudolstadt | Mãe: Ana Sofia de Saxe-Gota-Altemburgo                    | Avó materna: Madalena Sibila de Saxe-Weissenfels        | Bisavó materna: Ana Maria de Mecklemburgo-Schwerin       |